# Warłaam (Novakshonoff)
Warłaam, imię świeckie Basil Novakshonoff lub Wasilij Nowakszonow (ur. 18 lipca 1935, zm. 13 lutego 2020) – kanadyjski biskup prawosławny.

## Życiorys
W młodości razem ze swoim przyjacielem Lvem Halerem-Puhalą podjął prace nad przekładami tekstów Ojców Kościoła i rozpoczął życie według reguły mniszej w utworzonym przez nich w 1968 monasterze Wszystkich Świętych Ziemi Amerykańskiej w Dewdney, w jurysdykcji Rosyjskiego Kościoła Prawosławnego poza granicami Rosji. Równocześnie pracował jako bibliotekarz. Razem z Lvem Halerem-Puhalą utworzył wydawnictwo „Synaxis Press”.
W 1980 obaj mieszkańcy monasteru w Dewdney przeszli do Wolnego Serbskiego Kościoła Prawosławnego. Jako pierwszy wieczyste śluby mnisze w tej jurysdykcji złożył Lev Haler-Puhalo, przyjmując imię zakonne Łazarz. Następnie przed nim śluby złożył Vasili Novakshonoff, przyjmując nowe imię Warłaam. W 1983 biskup Ireneusz (Kovačević) wyświęcił go na hierodiakona, a następnie na hieromnicha. Pięć lat później Warłaam (Novakshonoff) i Łazarz (Puhalo) opuścili dotychczasową jurysdykcję i wstąpili do Kościoła Prawdziwie Prawosławnych Chrześcijan Grecji, zaś w 1990 dołączyli do niekanonicznego Synodu Mediolańskiego, gdzie hieromnich Warłaam został mianowany archimandrytą.
W marcu 1994 przeszedł do Ukraińskiego Kościoła Prawosławnego Patriarchatu Kijowskiego i w tej jurysdykcji 2 października 1994 został wyświęcony na biskupa Vancouveru, wikariusza eparchii kanadyjskiej. W 2002 przeszedł do Kościoła Prawosławnego w Ameryce, gdzie uznano jego śluby mnisze oraz święcenia za ważne, nadając tytuł byłego biskupa Vancouveru. Duchowny nadal przebywa w założonym przez siebie monasterze w Dewdney.